# Jakob Ebner (Heimatforscher)

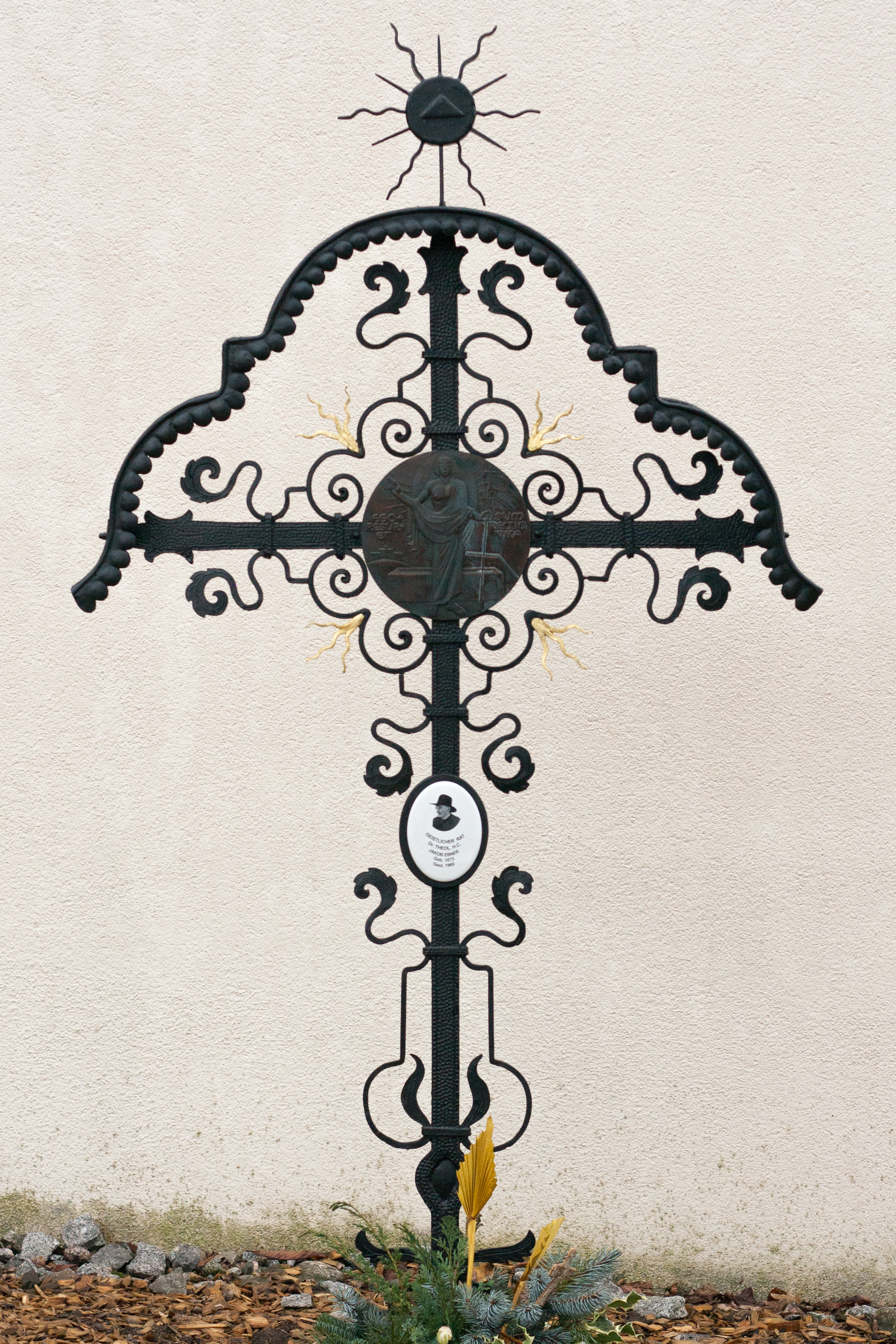
Gedenkkreuz für Jakob Ebner am Pfarrhaus der Gemeindekirche St. Laurentius, Unteralpfen

Jakob Ebner (* 17. September 1873 in Unteralpfen; † 26. April 1960 ebenda) war ein deutscher katholischer Pfarrer und Heimatforscher. 

## Leben
Nach dem Abitur am Großherzoglichen Gymnasium in Freiburg 1893, studierte Jakob Ebner Katholische Theologie und Geschichte in Freiburg im Breisgau. Am 1. Juli 1897 wurde er zum Priester geweiht und war Vikar in Unadingen und Stühlingen. 1900 wurde er Pfarrer in Sipplingen, ein Jahr später Kaplaneiverweser in Pfullendorf und 1903 Pfarrer in Bietingen/Meßkirch. Er war im Ersten Weltkrieg von 1914 bis 1918 als Divisionspfarrer tätig. Er wurde mit dem Eisernen Kreuz I. Klasse ausgezeichnet. Nach dem Krieg war er Pfarrer unter anderem in Bruchsal und Kurat in Grenzach. 1937 wurde er Erzbischöflicher Geistlicher Rat. Neben der Geschichte seiner Heimat befasste er sich immer auch mit der jeweiligen Geschichte seiner Pfarreien.

## Briefe an den Maler Adolf Hildenbrand
„Im umfangreichen Nachlaß von Oberpfarrer Dr. Jakob Ebner befinden sich eine Anzahl Briefe, die der Maler Professor Adolf Hildenbrand (AHi) an den ‚Landsmann, Pfarrersmann und Ebnersmann‘ in der Zeit von August 1933 bis Weihnachten 1942 von Pforzheim und vom ‚Roten Haus‘ in Bernau aus geschrieben hat“.

## Ehrungen
- 1947: Ehrendoktor der Theologischen Fakultät der Albert-Ludwigs-Universität Freiburg
- 1947: Ehrenbürger von Unteralpfen
- 1953: Ehrenmitglied des Landesverbandes der Badischen Gefangenen- und Entlassenenfürsorge
- 1958: Verdienstkreuz am Bande der Bundesrepublik Deutschland

## Schriften (Auswahl)
- 1910, Eine Müllerdynastie im Schwarzwald, erschienen im Verlag Moriell, Radolfzell
- 1925, Aus der Geschichte des Hauensteiner Dorfes Unteralpfen
- 1933, Geschichte der Ortschaften der Pfarrei Waldkirch bei Waldshut
- 1938, Aus der Geschichte der Ortschaften der Pfarrei Birndorf
- 1950, Aus der Geschichte von Tiefenstein
- 1950, Die Geschichte der Salpeterer des 19. Jahrhunderts
- 1952, Aus der Geschichte Görwihls und des Göhrwihler Berges
- 1953, Geschichte der Pfarrei Görwihl im Hotzenwald
- 1953/55, Geschichte der Salpeterer des 18. Jahrhunderts, 2 Bd.
- 1955, Geschichte der Ortschaften der Pfarrei Niederwihl
- 1956, Geschichte der Ortschaften der Pfarrei Luttingen am Hochrhein
- 1957, Geschichte der Ortschaften der Pfarrei Hochsal
- 1957, Aus der Geschichte der Stadt Grenzach